# Montemarciano
Montemarciano és un comune (municipi) de la província d'Ancona, a la regió italiana de les Marques, situat a uns 15 quilòmetres a l'oest d'Ancona. A 1 de gener de 2019 la seva població era de 9.873 habitants.
Montemarciano limita amb els següents municipis: Chiaravalle, Falconara Marittima, Monte San Vito i Senigallia.